# تندیس

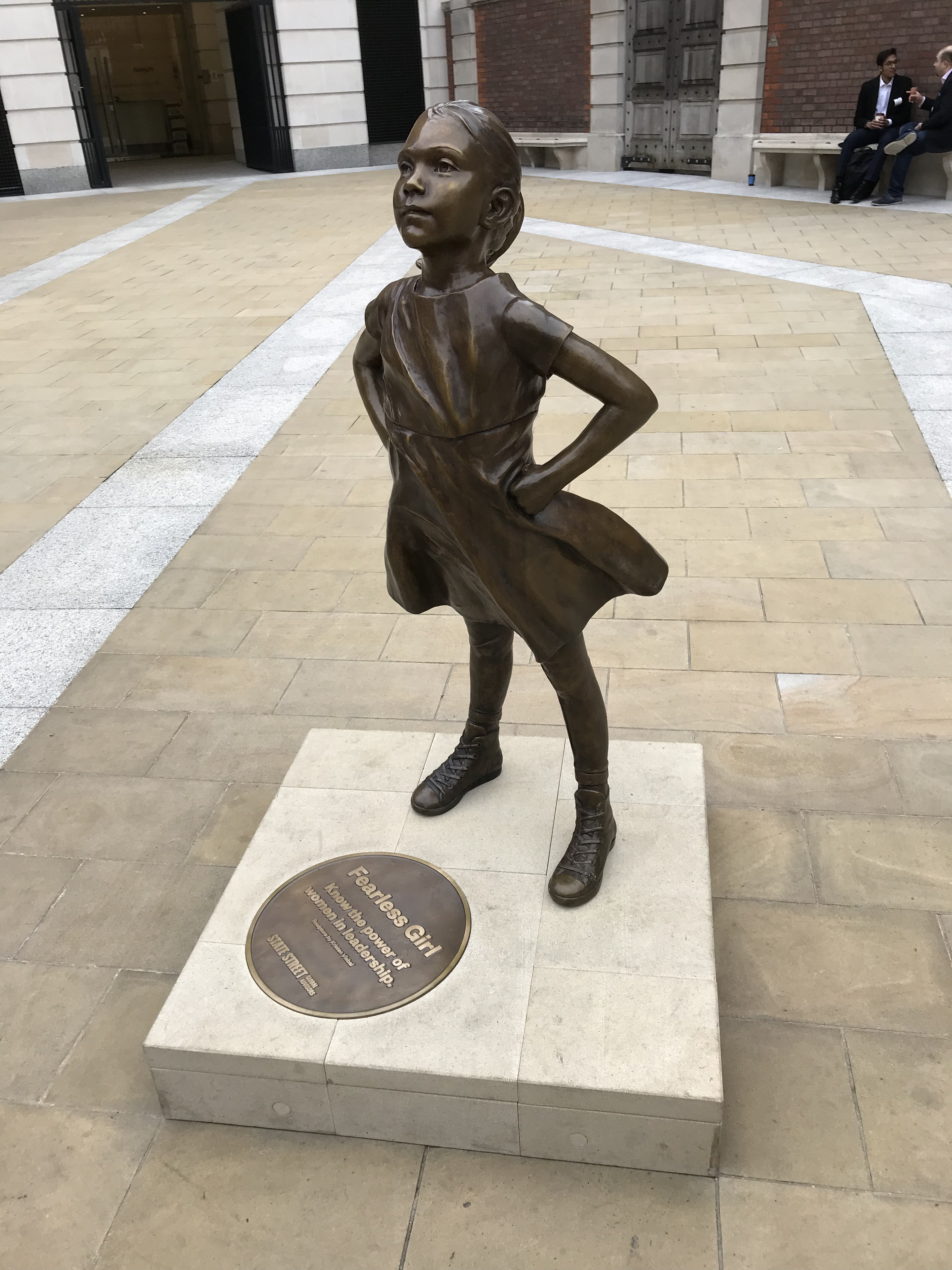
دختر بی‌پروا در منطقه مالی و اقتصادی منهتن

تَندیس یا مُجَسَمِه پیکره‌ای است که اغلب به هدف یادآوری یا به نمایش گذاشتن وجود یک انسان، شیء، حیوان یا واقعه ساخته می‌شود. به کسی که تندیس می‌سازد پیکرتراش یا مجسمه‌ساز می‌گویند که با حجم‌سازی تفاوت دارد.

## ریشه‌شناسی
تندیس. [تَ] (اِ مرکب) به معنی تن‌مانند است، چه دیس به معنی مانند باشد؛ و به معنی صورت و تمثال و پیکر و کالبد و قالب و جثه نیز آمده‌است، اعم از انسان و حیوانات دیگر. (برهان) (از ناظم‌الاطبا). بمعنی تندِس. (فرهنگ جهانگیری) (از آنندراج). از: تن + دیس، جزو دوم از مصدر «دئس» اوستایی به معنی نمودن و نشان دادن، یعنی تن‌نما، و این جزو به صورت پسوند در فرخاردیس و طاقدیس هم دیده می‌شود. (حاشیهٔ برهان، چ معین):
نگارند تندیس او گر به کوه
ز سنگ وقارش شود کُه ستوه.
دقیقی.
دو تندیس از زر برانگیخته
ز هر صورتی قالبی ریخته.
نظامی.

## نمونه‌ها

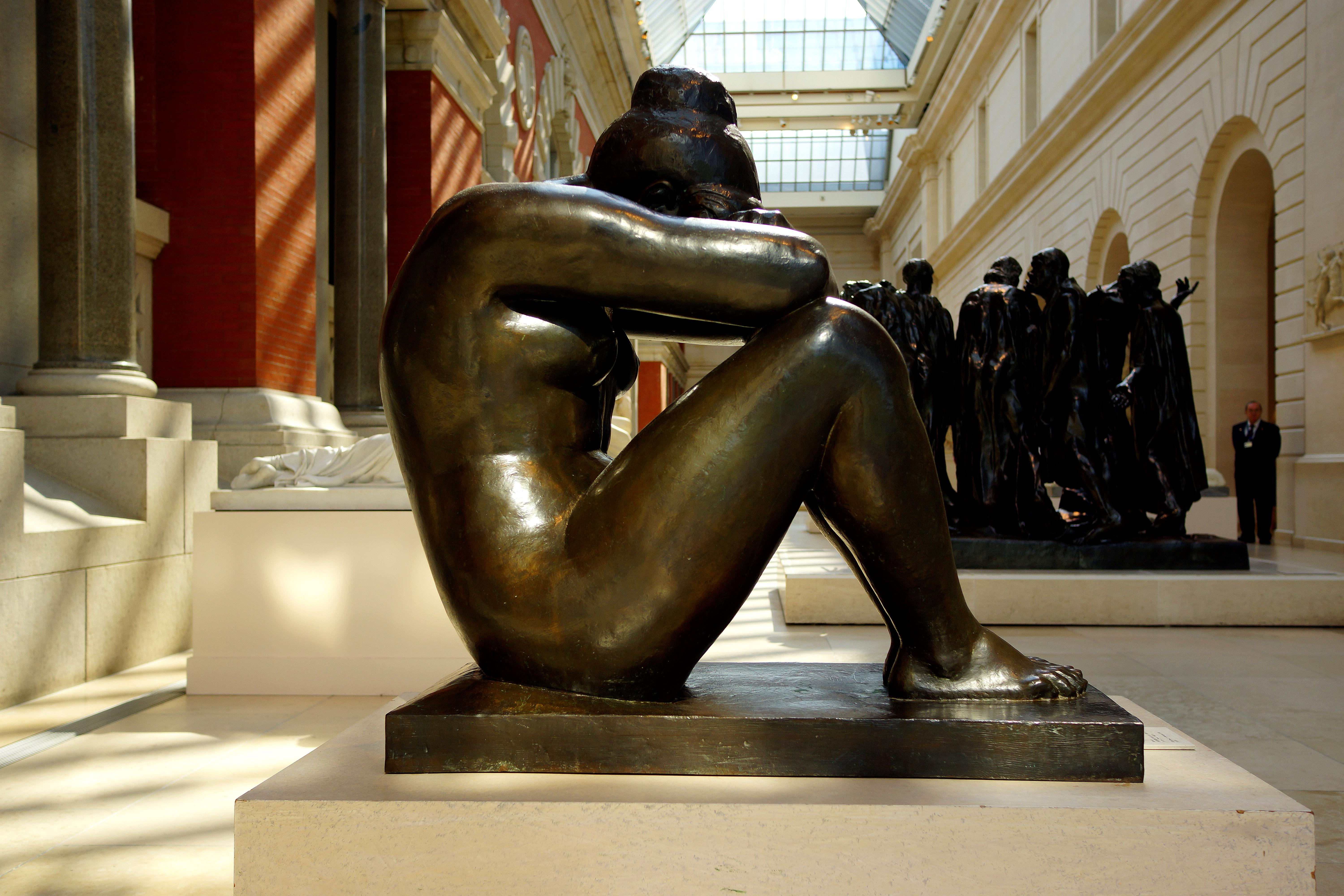
شب اثری از آریستید مایول

مجسمه‌های بسیاری برای بزرگداشت وقایع تاریخی ساخته شده‌اند. از آن جمله می‌توان به مجسمهٔ نبرد هیروشیما اشاره کرد. مجسمه‌ها ممکن است به یادبود بزرگان تاریخ ساخته شوند، همچون مجسمهٔ فردوسی، امیر کبیر، ابوریحان بیرونی. بسیاری مجسمه‌ها نیز به‌عنوان هنری عمومی به نمایش گذاشته می‌شوند. معدودی مجسمه‌ها خود به مظهری از تاریخ بدل می‌شوند، مانند مجسمهٔ آزادی در ایالات متحدهٔ آمریکا.
همچنین، در ایران، به عنوان قدردانی به برگزیدگان جشنواره‌ها [تندیس] هدیه داده می‌شود؛ مانند جشنواره‌های: فیلم فجر، تندیس سیمرغ بلورین، ...

## انواع

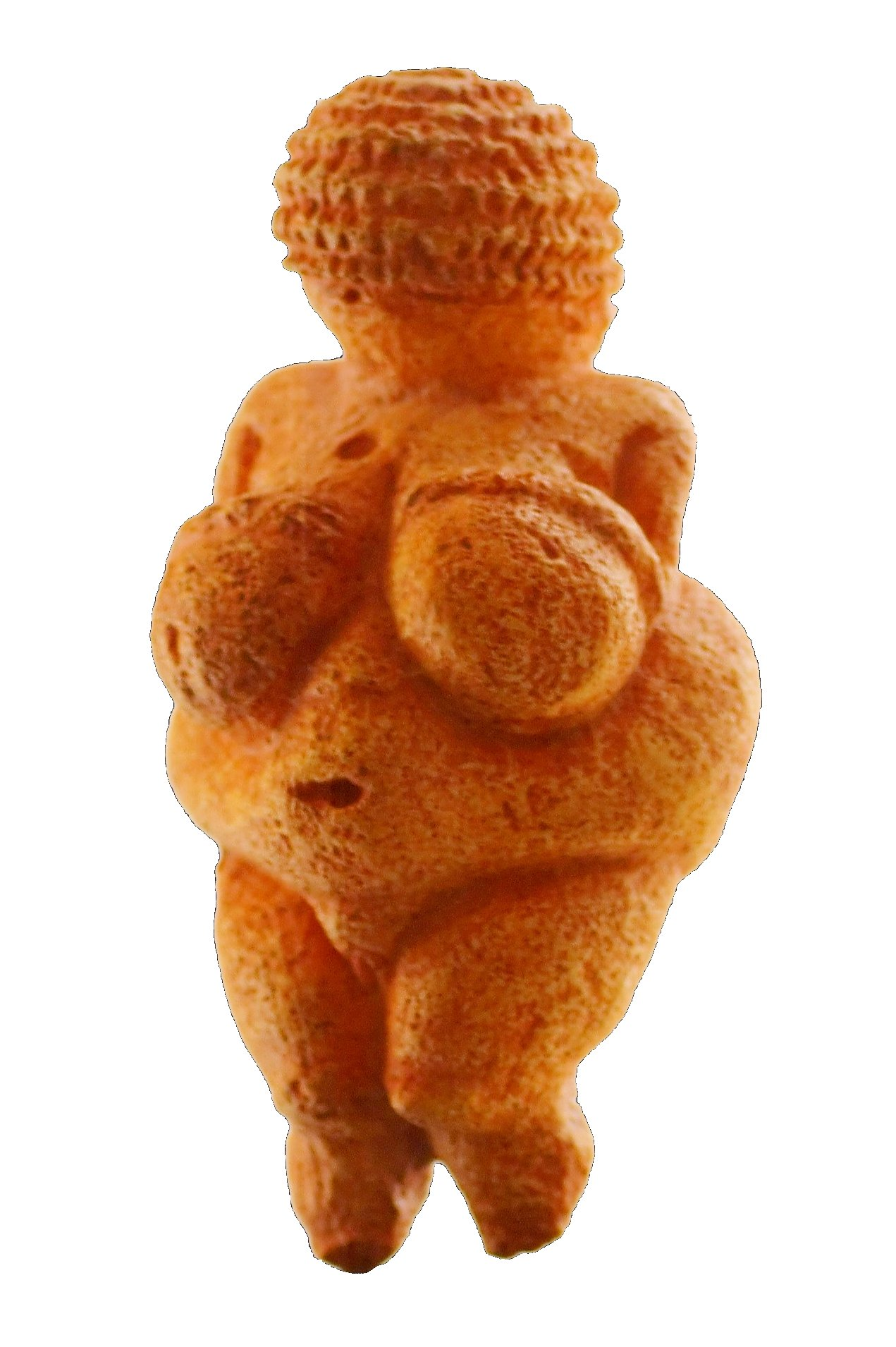
تندیسک‌های ونوس

مجسمه‌ها می‌توانند از مواد مختلفی چون چوب، گچ، جیپس، فایبرگلاس، فلزاتی همچون طلا، نقره و برنز، انواع سنگ‌ها مانند سنگ مرمر و … ساخته شوند و بسته به موارد استفاده در اندازه‌های مختلفی دارند:
مجسمه‌های کوچک را تندیسک (statuette) نیز خوانده‌اند. مجسمه‌هایی که تنها سر و شانه را به تصویر می‌کشند نیم‌تنه (bust) نامیده می‌شوند؛ و به مجسمه‌هایی که در آن‌ها تنها شکل سر تصویر شده باشد، سردیس گفته می‌شود. هم‌اکنون در ایران مجسمه سازان برتری که همواره از آنان تجلیل به عمل آمده و آثار باشکوه مدرنیته ای خلق کرده‌اند می‌توان به اُستاد هوشنگ امیاری و اسفندیار ایمان زاده اشاره کرد این دو ریش سپید مخصوصاً هوشنگ اَمیاری در حوزه تندیس گری دهه‌ها است که مشغول فعالیت حرفه ای هستند. در زمینه تدریس، تألیف مقالات و همکاری در روزنامه‌ها و مجلات هنری، ساخت مجسمه و علی‌الخصوص قالب‌گیری نقش بسیار فعالی داشته‌اند.
تندیسک‌هایی که به عنوان یادبود در مراسم‌های مختلف اهدا می‌شود را در ایران با همان عنوان تندیس می‌شناسند.
در میان جنس مجسمه‌ها نوع جدیدی با نام جیپس تولید می‌شود که این نوع مجسمه مقاومت بیشتری نسبت به پلی‌استر داشته و مقاوم در برابر سرما، گرما و رطوبت می‌باشد. این نوع مجسمه‌ها را به شرط دارا بودن کیفیت مناسب رنگ می‌توان در محیط روباز و بیرون از منزل نیز نصب و به کار برد.

## نگارخانه

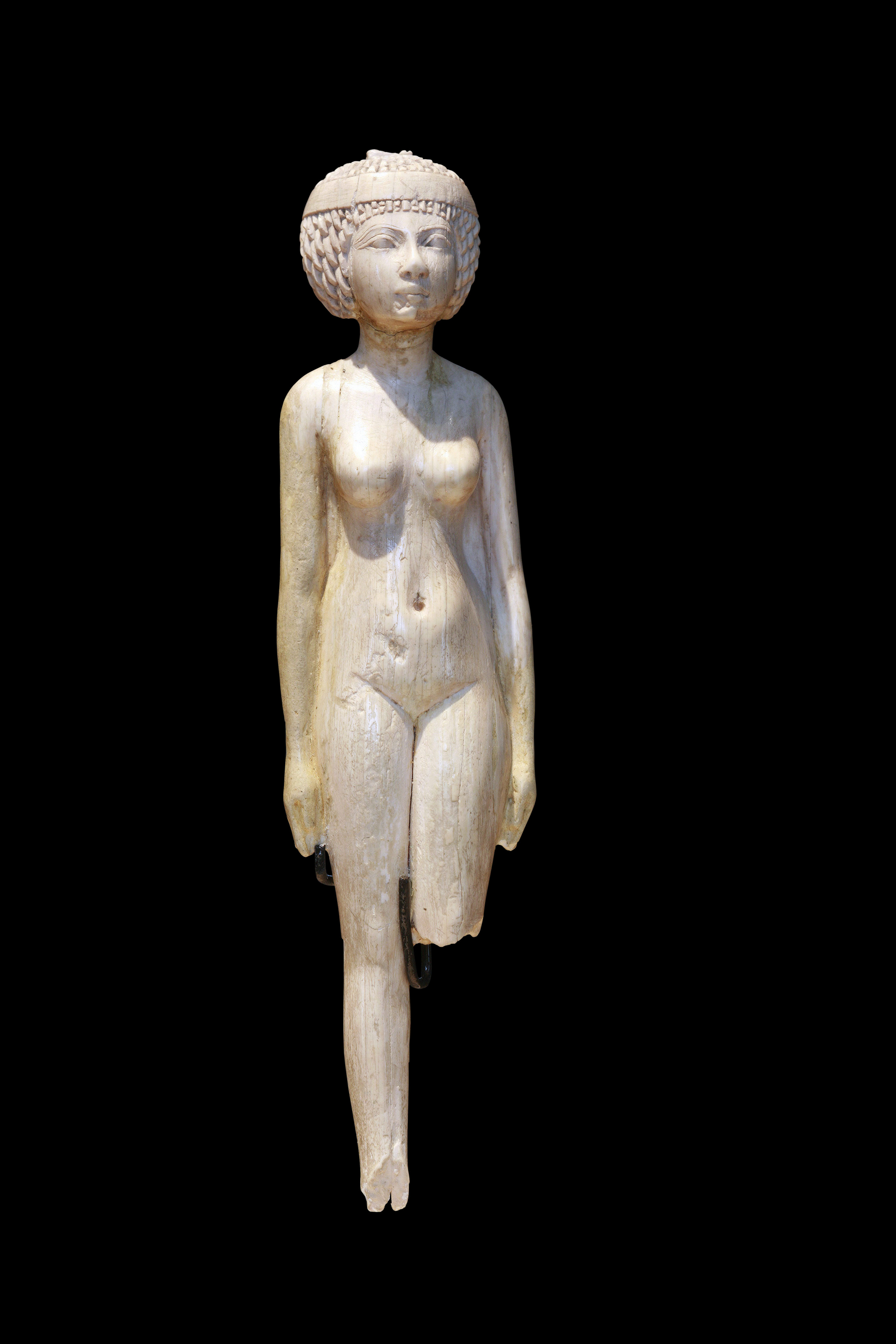
تندیس زنی برهنه، متعلق به دوران پادشاهی نوین مصر، حوالی ۱۳۰۰ پیش از میلاد.
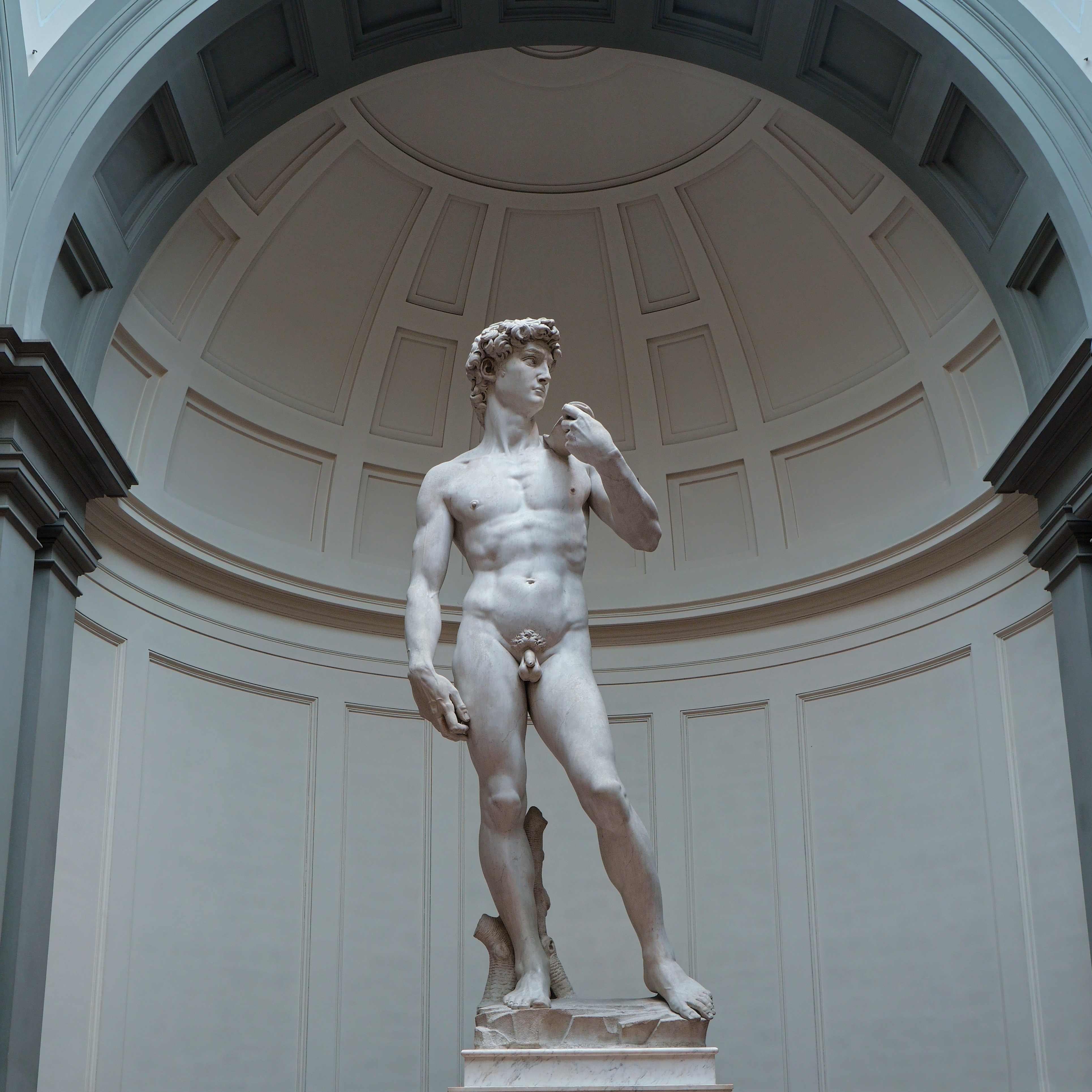
تندیس داوود
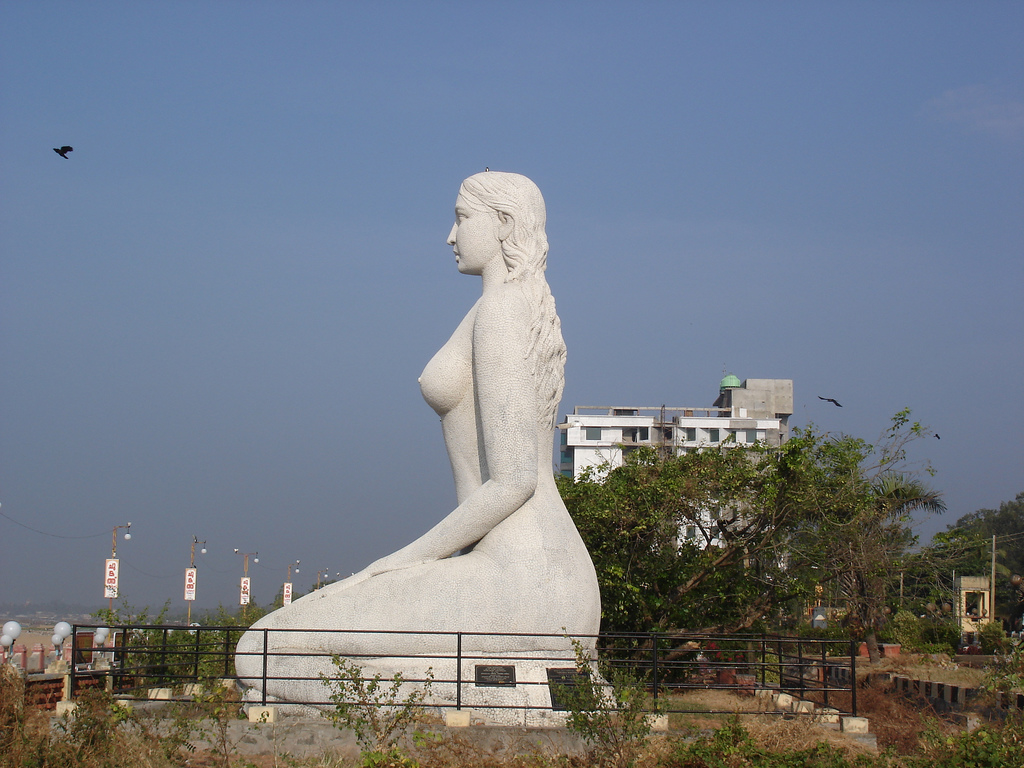
مجسمه پری دریایی در ساحل کولام، هند
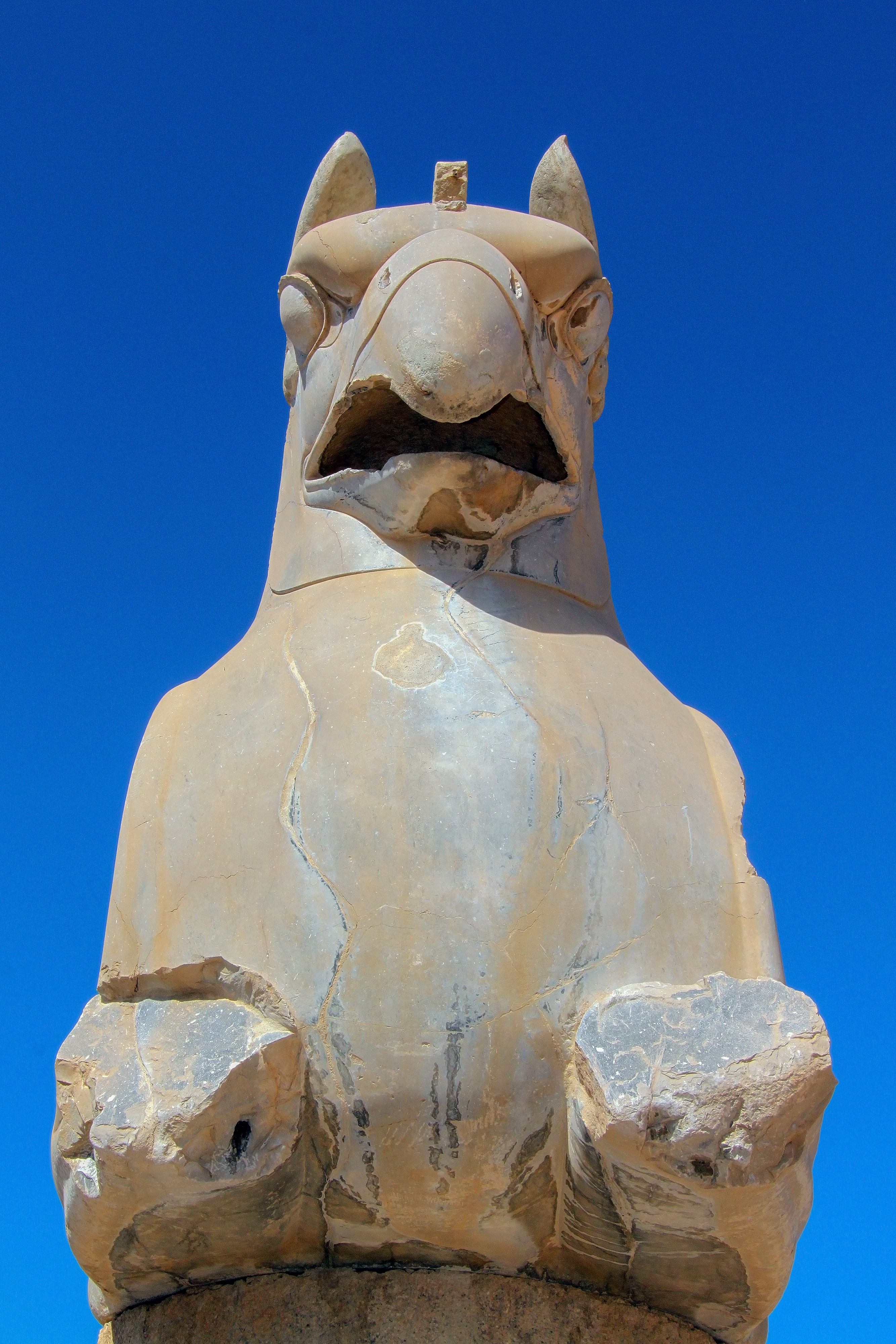
تندیسی از یک موجود باستانی در تخت جمشید
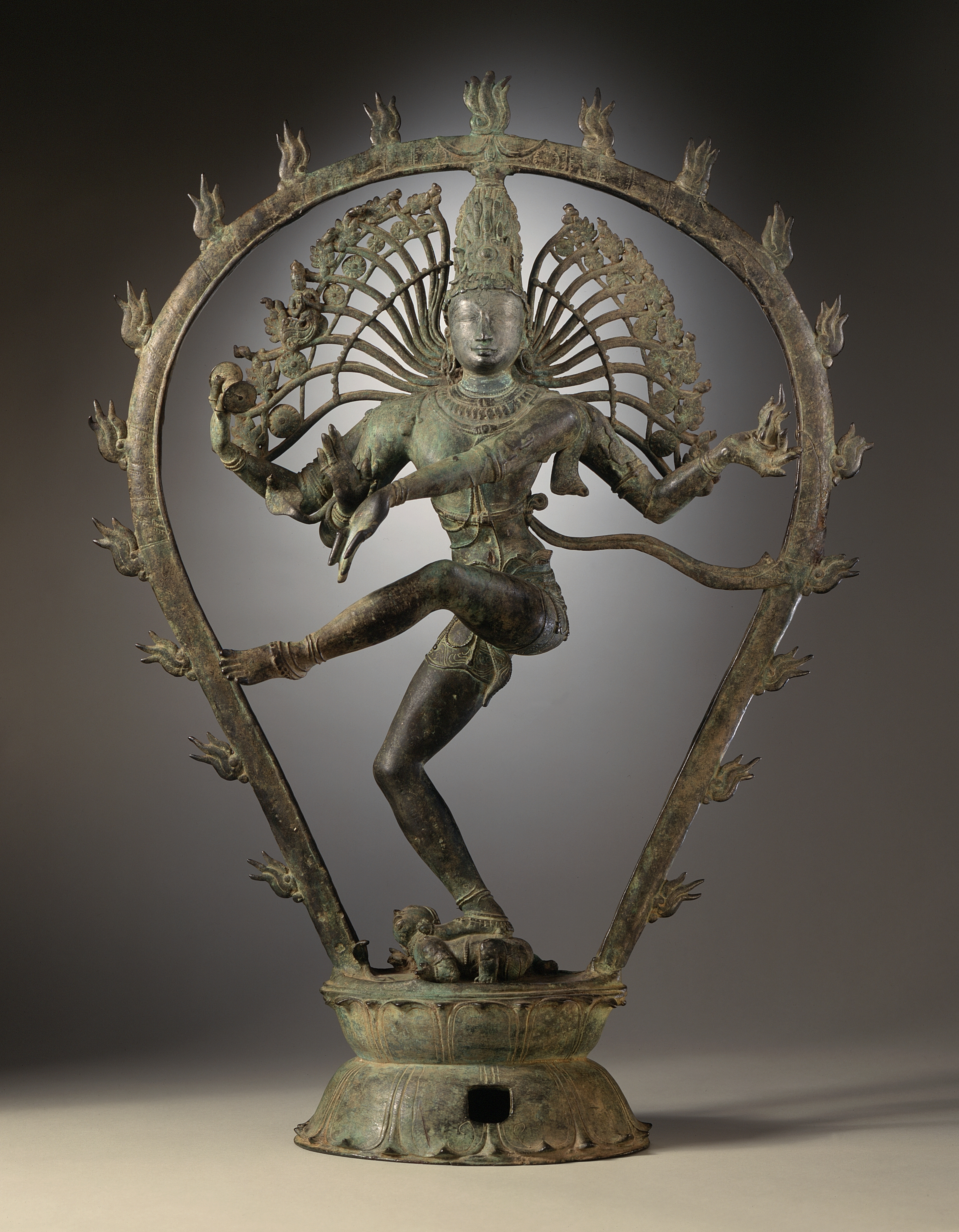
تندیس برنزی از رقص شیوا، مربوط به سده دهم میلادی در زمان دودمان چولا. موزه هنر شهرستان لس‌آنجلس.
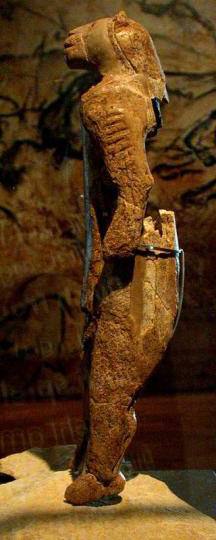
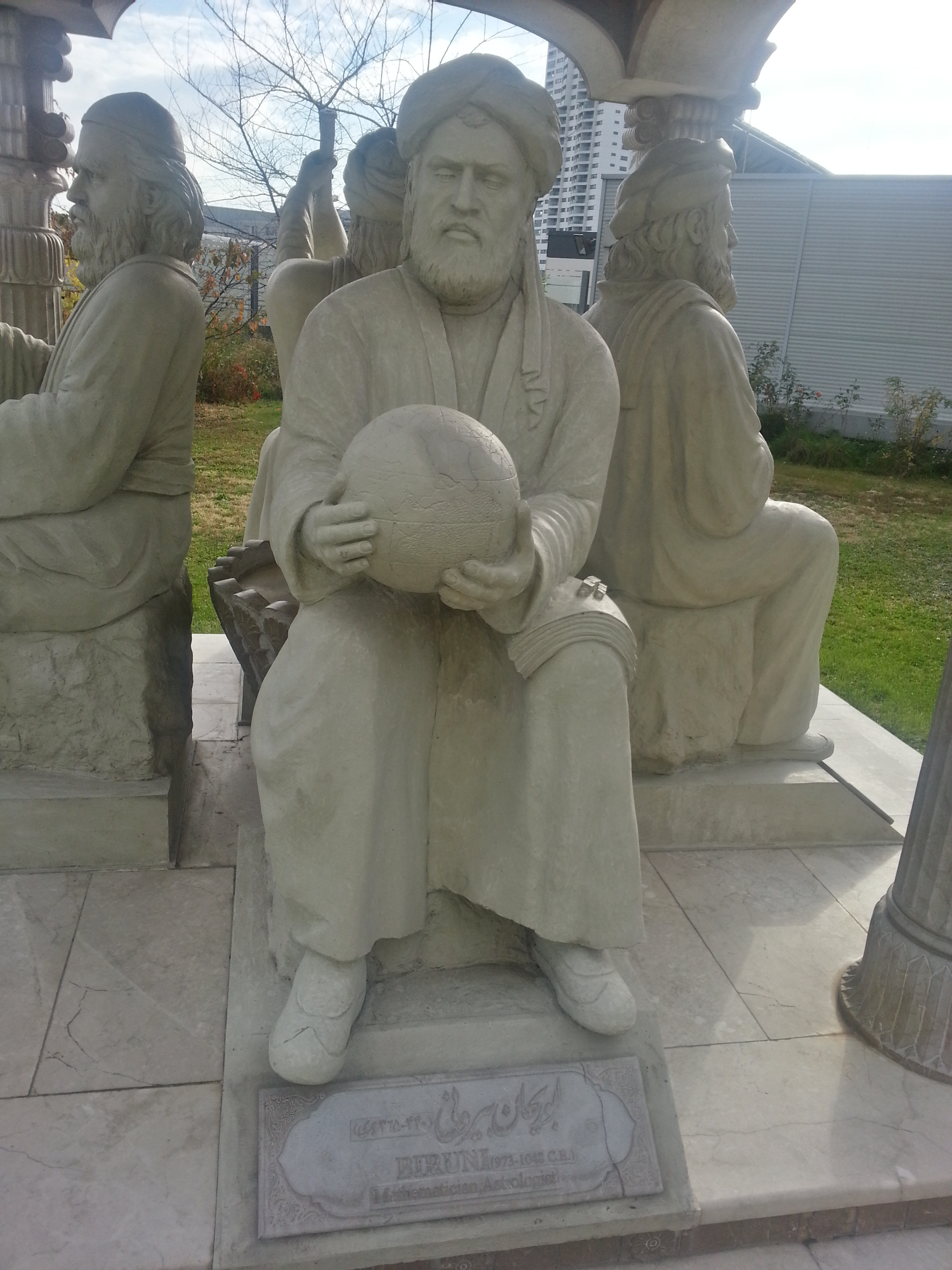
مجسمه ابوریحان بیرونی
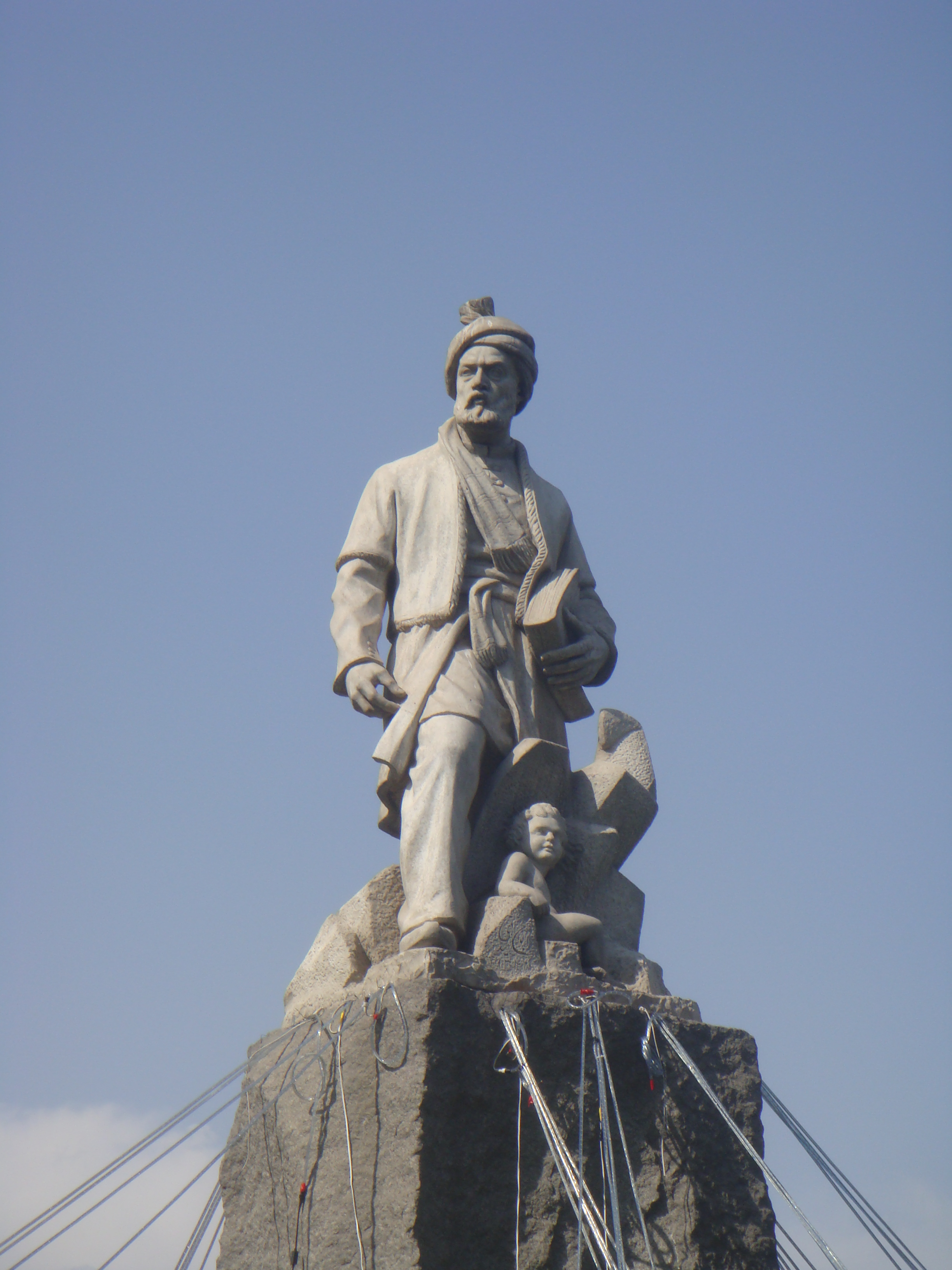
مجسمه فردوسی
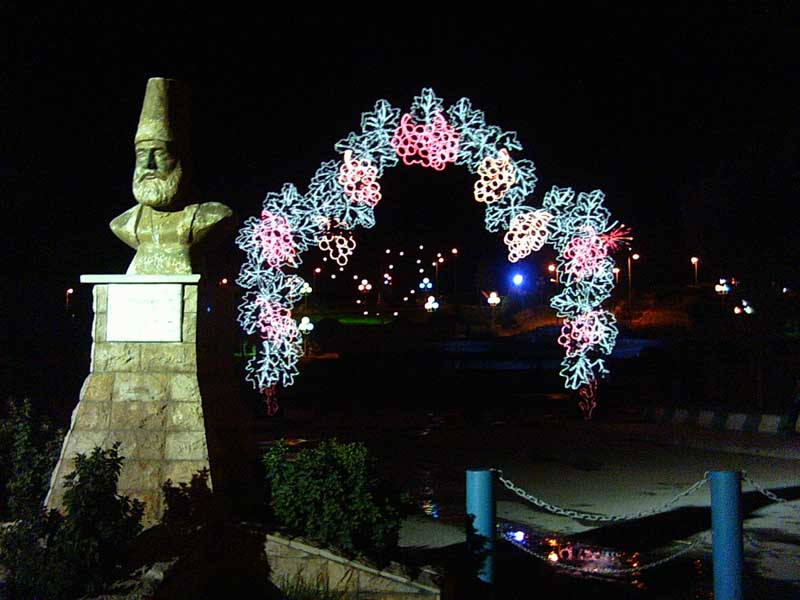
سردیس امیرکبیر
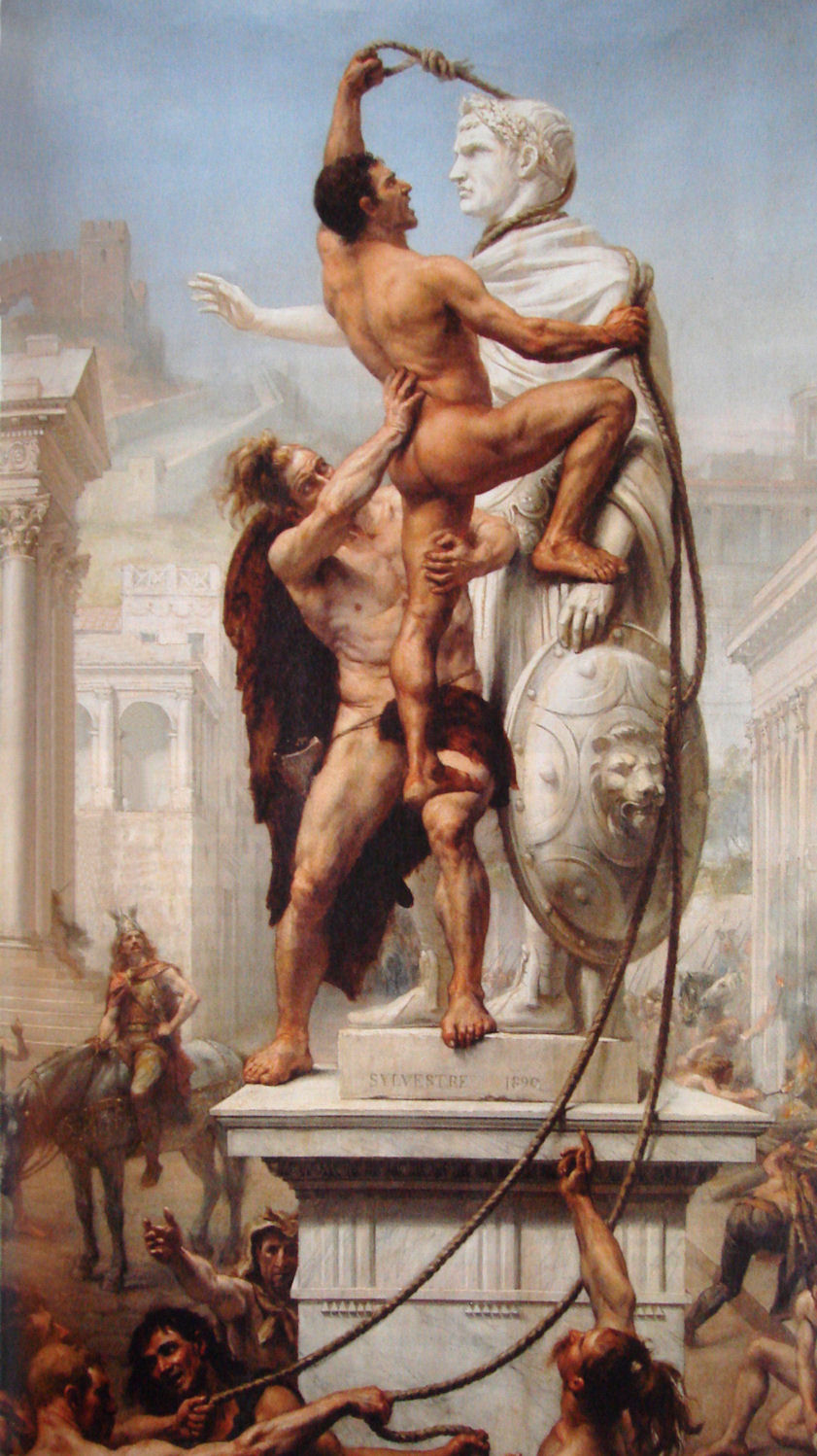
تخریب مجسمه‌های رومی در غارت رم (۴۱۰)
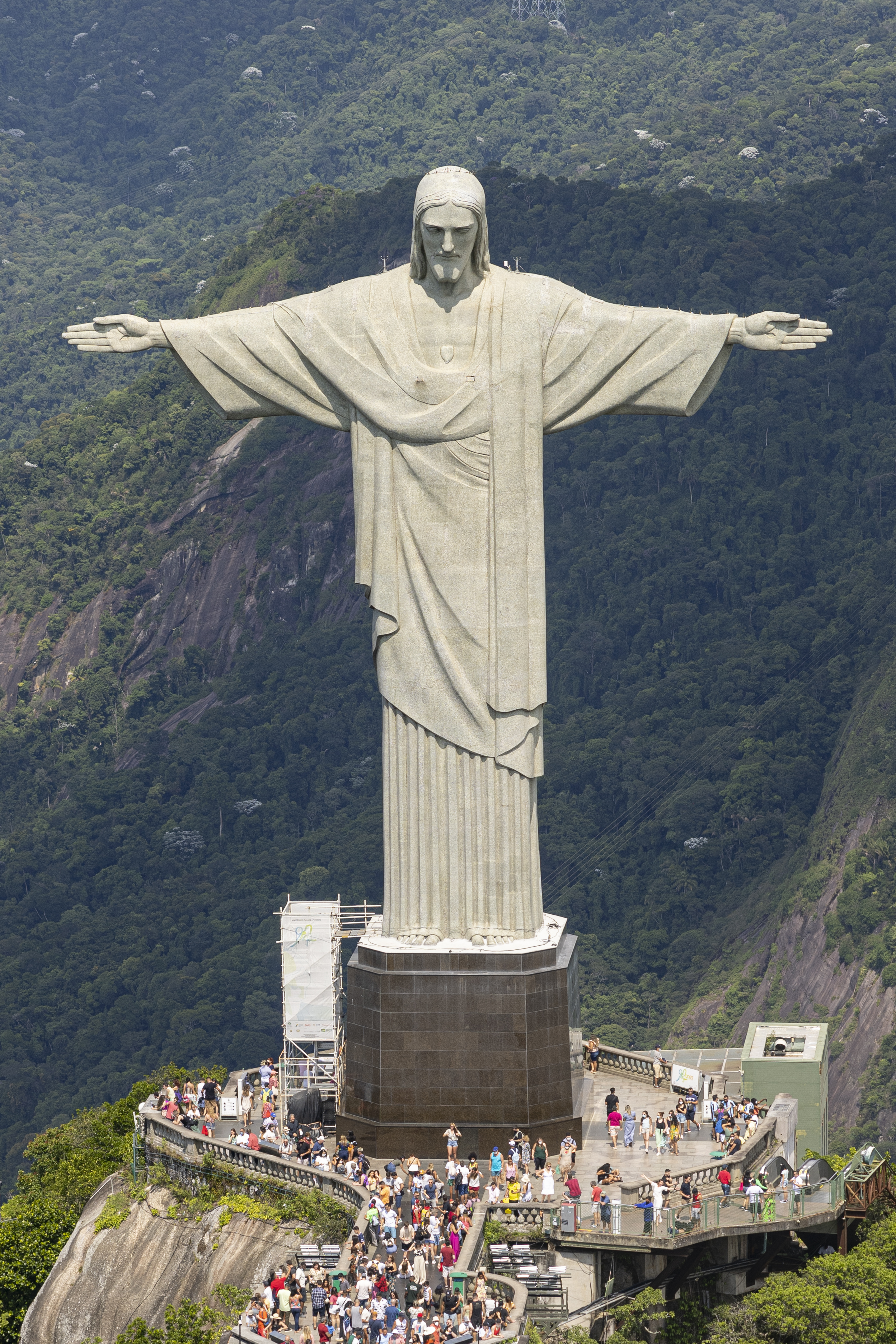
تندیس مسیح